# YouGov
YouGov é uma empresa líder internacional de pesquisa de mercado baseada na internet, sediada no Reino Unido, com operações na Europa, América do Norte, Oriente Médio e Ásia-Pacífico.
YouGov foi fundada no Reino Unido em maio de 2000 por Stephan Shakespeare e Nadhim Zahawi. Em abril de 2005, a YouGov tornou-use uma companhia pública listada no mercado de investimento alternativo da Bolsa de Valores de Londres. Stephan Shakespeare foi chefe executivo de ofício (CEO) do YouGov desde 2010. Roger Parry foi presidente do conselho de administração do YouGov desde 2007. O comentarista político Peter Kellner foi presidente do YouGuv até deixar o cargo em 2016.
O YouGov é membro do British Polling Council.
Seus clientes de mídia incluem The Sun, The Times, The Guardian, The Economist, The Huffington Post, Bild, CBS News, Al Aan TV e Samaa TV.
Em 2016, o apresentador e empresário Silvio Santos foi eleito pelos internautas o homem mais admirado do Brasil, de acordo com a pesquisa feita pelo YouGov.